# Uładzimir Uschopczyk
Uładzimir Mikitawicz Uschopczyk (biał. Уладзімір Мікітавіч Усхопчык; ros. Владимир Никитович Усхопчик, Władimir Nikitowicz Uschopczik, ur. 7 stycznia 1946 w obwodzie rówieńskim, Ukraińska SRR) – radziecki wojskowy, generał Armii Radzieckiej, po rozpadzie ZSRR służący w armii białoruskiej. Dowódca garnizonu wileńskiego w czasie tzw. wydarzeń styczniowych w 1991.

## Życiorys
W 1967 ukończył studia w Wyższej Ogólnowojskowej Szkole Dowódczej w Kijowie. W 1980 został absolwentem Akademii Wojskowej im. Michaiła Frunzego w Moskwie.
Po ukończeniu szkoły oficerskiej służył w Grupie Wojsk Radzieckich w Niemczech na stanowiskach dowódcy plutonu, dowódcy kompanii i szefa sztabu-zastępcy dowódcy batalionu zmechanizowanego. Od 1974 pełnił służbę w Dalekowschodnim Okręgu Wojskowym jako kolejno: szef sztabu-zastępca dowódcy batalionu zmechanizowanego, dowódca batalionu zmechanizowanego oraz szef sztabu-zastępca dowódcy pułku zmechanizowanego.
W 1980 został skierowany do Nadbałtyckiego Okręgu Wojskowego na stanowisko dowódcy pułku zmechanizowanego. W latach 1984–1986 był szefem sztabu i zastępcą dowódcy dywizji. Kolejne dwa lata spędził jako doradca wojskowy sił zbrojnych Demokratycznej Republiki Afganistanu. W styczniu 1989 objął dowództwo dywizji zmechanizowanej w Nadbałtyckim Okręgu Wojskowym.
Pełnił funkcję dowódcy garnizonu wileńskiego. Czas jego służby przypadł na eskalację dążeń niepodległościowych Litwinów, które doprowadziły w ostateczności do wystąpienia litewskiej republiki z ZSRR. 13 stycznia 1991 dowodził operacją wojskową w Wilnie, w czasie której przeprowadzona została m.in. pacyfikacja manifestacji pod wieżą telewizyjną (w wyniku czego śmierć poniosło 14 cywilów). Pod wpływem nacisków opinii międzynarodowej, władze państwowe ZSRR zdecydowały o przerwaniu szturmu, zaś Litwa osiągnęła w kolejnych miesiącach pełną i niekwestionowaną niepodległość. Sam Uschopczyk nigdy oficjalnie nie odmówił swojego poparcia dla przeprowadzonej akcji.
W lipcu 1991 został przeniesiony do Brześcia w Białoruskiej SRR na stanowisko dowódcy dywizji. Po rozpadzie Związku Radzieckiego, podjął służbę w armii białoruskiej, uzyskując stanowisko dowódcy korpusu. 22 maja 2000 został wiceministrem obrony Białorusi. 19 lutego 2004 przeszedł na emeryturę.
Litewska prokuratura postawiła Uschopczykowi zarzuty współudziału w zabójstwach oraz próby dokonania przewrotu wojskowego. Białoruś jednak konsekwentnie odmawiała ekstradycji Uschopczyka. W 2009, podczas wizyty na Litwie, białoruski prezydent Alaksandr Łukaszenka zasugerował możliwość zmiany tego stanu rzeczy, jednak pod koniec roku prokuratura generalna w Mińsku definitywnie odmówiła ekstradycji, tłumacząc, że generał w styczniu 1991 działał zgodnie z konstytucją ZSRR i bronił integralności terytorialnej tego państwa.